# This Is Exile
This Is Exile — другий студійний альбом американського дезкор-гурту Whitechapel, випущений 8 липня 2008 року. Це перший альбом колективу записаний за участі гітариста Зака Хаусхолдера.

## Передісторія та запис
Після випуску платівки її продажі досягли 5,900 копій, завдяки чому вона увійшла до чарту Billboard Top 200 на 118 позицію. Було випущено три кліпи на пісні з альбому. Відео на пісню «This Is Exile» вийшло 18 червня 2008 року. Музичне відео на пісню «Possession» було випущено 18 листопада 2008 року та було показано на MTV2 в шоу Headbangers Ball. Кліп на пісню «Eternal Refuge» вийшов 8 червня 2009 року. 
Цей альбом ознаменував зміну тематичного матеріалу колективу; у той час як два демо-записи та попередній альбом The Somatic Defilement розповідали про вбивства у Вайтчепелі, This is Exile сягає антирелігійні та корупційні теми, остання з яких буде стосуватись і наступного альбому гурту. 
Пісня «This Is Exile» доступна для завантаження у таких відеоіграх, як Rock Band, Rock Band 2 і Rock Band 3. Пісня також використовується в грі для iPod Touch, Tap Tap Revenge 3.

## Список композицій
Автор слів Філ Бозман, автор музики Whitechapel. 
| #     | Назва                                             | Тривалість |
| ----- | ------------------------------------------------- | ---------- |
| 1.    | «Father of Lies»                                  | 4:04       |
| 2.    | «This Is Exile»                                   | 3:40       |
| 3.    | «Possession»                                      | 5:04       |
| 4.    | «To All That Are Dead»                            | 3:38       |
| 5.    | «Exalt» (за участі Ґая Козовіка із The Red Chord) | 3:06       |
| 6.    | «Somatically Incorrect»                           | 3:11       |
| 7.    | «Death Becomes Him» (Інструментальна)             | 3:19       |
| 8.    | «Daemon (The Procreated)»                         | 3:13       |
| 9.    | «Eternal Refuge»                                  | 3:42       |
| 10.   | «Of Legions» (Інструментальна)                    | 2:44       |
| 11.   | «Messiahbolical»                                  | 7:23       |
| 43:04 |                                                   |            |

## Учасники запису
Whitechapel
- Філ Бозман — вокал
- Бен Савадж  — соло-гітара
- Алекс Вейд  — ритм-гітара
- Зак Хаусхолдер — гітара
- Ґейб Крісп — бас-гітара
- Кевін Лейн — ударні

Запрошені музиканти
- Ґай Козовік (The Red Chord) — вокал у «Exalt»

Продюсування
- Джоні Фай — інженерія, обробка, мастеринг, продюсування
- Крістофер Гарріс — міксування, мастеринг
- Whitechapel — продюсування

Дизайн обкладинки
- Колін Маркс — обкладинка
- Whitechapel — художній концепт

## Чарти
| Чарт (2008)                            | Найвища позиція |
| -------------------------------------- | --------------- |
| США Billboard 200                      | 118             |
| США Top Hard Rock Albums (Billboard)   | 13              |
| США Top Heatseekers Albums (Billboard) | 2               |
| США Independent Albums (Billboard)     | 14              |